# Гудман, Оскар
Оскар Бейлин Гудман (англ. Oscar Baylin Goodman; род. 26 июля 1939, Филадельфия, Пенсильвания) — американский юрист и политик. В 1989—2009 годах был членом Демократической партии США. С 2009 года — независимый кандидат. Мэр Лас-Вегаса с 1999 по 2011 год. Преемницей Гудмана на посту мэра стала его супруга Кэролин Гудман, победившая на выборах 2011 года.

## Ранние годы и образование
Гудман родился и вырос в еврейской семье в Филадельфии. Учился в Центральной средней школе. Окончил Хаверфордскую школу и Хаверфордский колледж. Защитил степень доктора юриспруденции на юридическом факультете Пенсильванского университета. Женат на Кэролин Гудман, в браке с которой имеет четверых детей.

## В популярной культуре
Гудман снялся в роли самого себя в фильме Мартина Скорсезе «Казино». Затем он появился в камео в фильме «Луни Тюнз: Снова в деле» в дополнении к DVD. В 2006 году Гудман ещё раз снялся в роли самого себя в фильме «Мальчишник в Лас-Вегасе», который был выпущен непосредственно на DVD.
В 2000 году во время бейсбольного матча команды «Лас-Вегас 51с», в ходе рекламной акции, была выпущена кукла-болванчик в виде Гудмана.
В качестве фотографа Playboy Cyber Club Гудман снял для веб-сайта топлесс фото «Мисс Январь 2001» Ирины Ворониной.
В 2002 году Гудман стал представителем джина «Bombay Sapphire». Он пожертвовал свою зарплату в размере 100 000 долларов США на благотворительность, в том числе 50 000 долларов США школе Медоуз, основанной его женой. Позже в 2005 году он вызвал споры в обществе, когда пошутил о своей любви к джину перед классом начальной школы.
В 2003 году обозреватель Las Vegas Review-Journal Джон Л. Смит написал книгу, рассказывающую о жизни Гудмана, под названием «О крысах и людях: жизнь Оскара Гудмана от рупора мафии до мэра Лас-Вегаса».
Гудман трижды играл самого себя в качестве гостя в сериале C.S.I.: Место преступления.
Гудман дал интервью телепрограммам «The Making of the Mob: New York» и «The Making of the Mob: Chicago» в 2015 и 2016 годах соответственно.